# Claude Henri de Saint-Simon

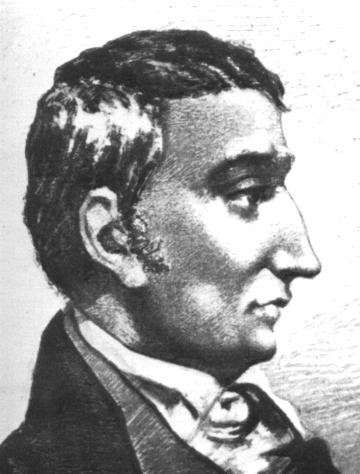
Claude Henri de Saint-Simon

Claude Henri de Rouvroy, graaf van Saint-Simon (Parijs, 17 oktober 1760 - aldaar, 19 mei 1825) was een hervormingsdenker ten tijde van de Franse Revolutie, die zijn hervormingsplannen baseerde op een positivistisch geloof in de wetenschap en was een voorvechter van een meritocratisch maatschappijmodel.
Saint-Simon staat bekend als een vroege (utopische) socialist. Zijn invloed en aanhang bleven sterk tot in de jaren 1840, en maakten een grote indruk op Karl Marx en Friedrich Engels. De laatste prees hem om zijn analyse van de Franse Revolutie als klassenstrijd.

## Levensloop
Saint-Simon werd geboren in een van de meest vooraanstaande adellijke families van Frankrijk en was een verre verwant van  Louis de Rouvroy, hertog van Saint-Simon, befaamd als auteur van memoires. Hij verdiende zijn brood achtereenvolgens als soldaat in de Amerikaanse Onafhankelijkheidsoorlog en als planoloog bij de aanleg van kanalen in Mexico en Spanje. Terug in zijn vaderland raakte hij in de ban van het revolutionaire gedachtegoed en deed afstand van zijn titel. Daarna had hij zijn rijkdom en later zijn armoede te danken aan speculaties in onteigende kerkelijke goederen. 
Hij werd een aanhanger van Napoleon, aan wie hij allerlei voorstellen voor de inrichting van de samenleving toestuurde. Zijn hervormingsplannen gingen uit van een zeer sterk geloof in de mogelijkheden van de wetenschap, maar hadden een praktische grondslag. Zijn volgelingen hebben een belangrijke rol gespeeld in de economische ontwikkeling van Frankrijk door middel van de uitbouw van het bankwezen en de aanleg van spoorwegen en het Suezkanaal.

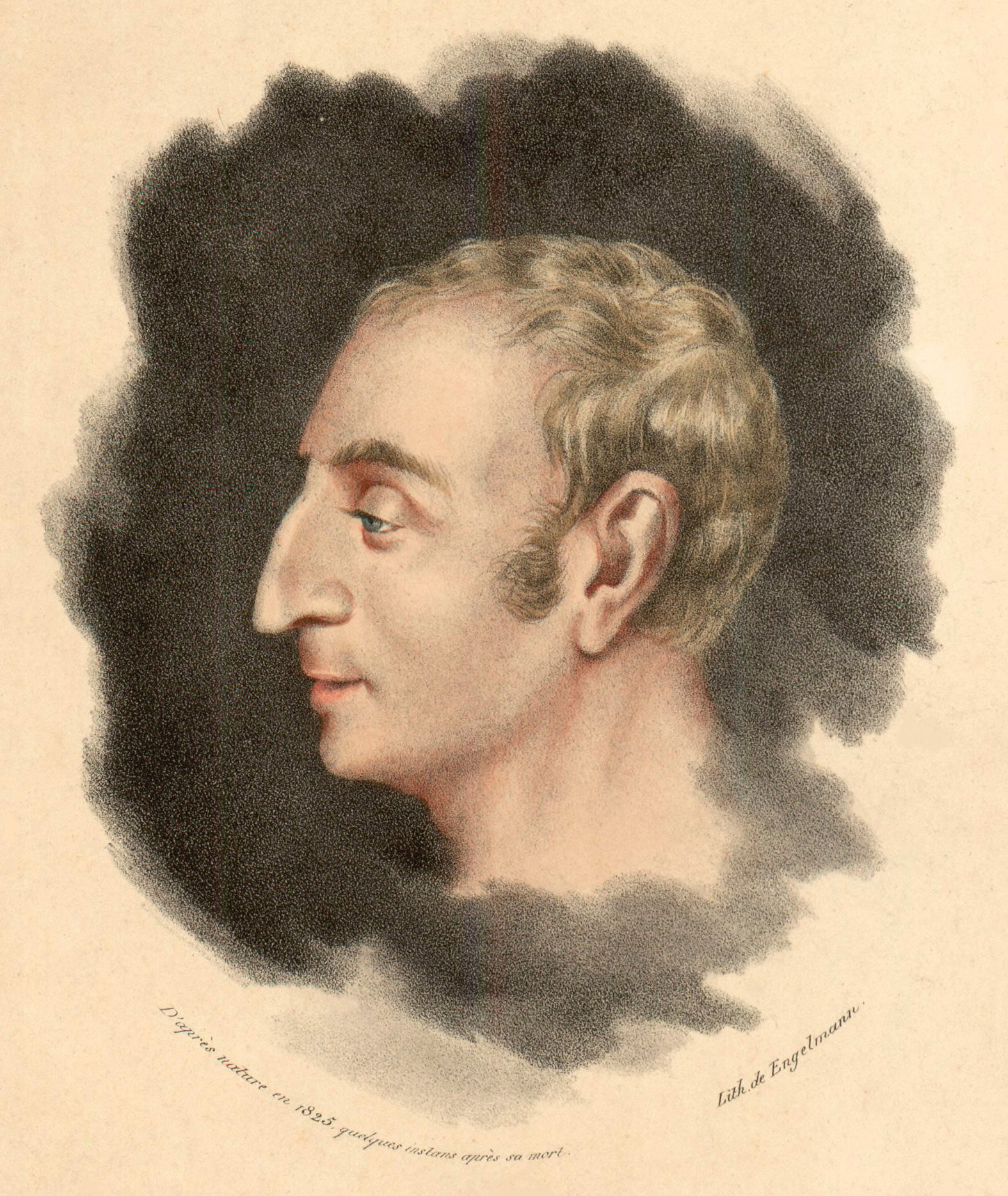
Claude Henri de Rouvroy, Graaf van Saint-Simon

## Algemene beschrijving van het saint-simonisme
Saint-Simon die zijn hervormingsplannen baseerde op een positivistisch geloof in de wetenschap en die een voorvechter was van een meritocratisch maatschappijmodel heeft een vroege (utopische) socialistische filosofie geformuleerd die saint-simonisme of socialistisch saint-simonisme wordt genoemd.
Saint-Simon was een kind van zijn tijd: In een West-Europa waar processen van modernisering en industrialisatie in toenemende mate het dagelijkse leven gingen bepalen, was hij de eerste die de moderne samenleving als een industriële prestatiemaatschappij bestempelde. Hij deelde de bevolking in in een groep productieven (zij die werken) en een groep niet-productieven (zij die bezitten), en merkte op dat het de niet-productieven waren die ten tijde van de middeleeuwse feodale standenmaatschappij de bovenste laag van de samenleving uitmaakten. Iedereen in de adel, de geestelijkheid en het leger behoorde volgens Saint-Simon tot de niet-productieven. De productieve klassen waren de fabrikanten, bankiers, ambachtslieden, loonarbeiders, boeren en wetenschappers. Saint-Simon geloofde dat de mensheid op de vooravond stond van het wetenschappelijke tijdperk waar de nieuwe maatschappij zou worden geregeerd door wetenschappers, bankiers en fabrikanten. In plaats van op grondbezit en afkomst, werd de maatschappelijke positie in de nieuwe maatschappij bepaald door bekwaamheid op wetenschappelijk en industrieel gebied, aldus Saint-Simon. Met die overtuiging was hij een volhardend adept van het meritocratische maatschappijmodel "avant la lettre".  De fabrikanten en bankiers zouden de overheid en de economie beheren. Iedere fabrikant zou zijn eigen bedrijf besturen, terwijl de fabrikanten gezamenlijk de algemene economische planning zouden bepalen. De wetenschappers zouden hen adviseren. Het hoofddoel van de planning was voor Saint-Simon de verwezenlijking van volledige werkgelegenheid en verbetering van de leefomstandigheden van de arbeiders.
Saint-Simon wilde dat alle Europese landen het toenmalige Britse politieke stelsel zouden invoeren. Bij het toenmalige Britse stelsel had de koning veel macht, maar moest wel de macht delen met het parlement. De verschillende nationale parlementen zouden een Europees parlement kiezen. Het Europese parlement zou een Europese koning aanstellen. Iedere regering en parlement zouden alleen uit wetenschappers, fabrikanten en handelaars mogen bestaan.
In zijn werk vinden we ook een positivistisch element terug, hoofdzakelijk gekenmerkt door een sterk geloof in de menselijke vooruitgang. Hij was dan ook de grondlegger van de technocratie, in combinatie met het proto-socialisme.
Saint-Simon heeft zich ook voor een nieuwe zedelijkheid en moraal ingezet. Moreel gedrag werd in zijn ogen vooral bepaald door naastenliefde en solidariteit. Uit deze nieuwe moraal zou een maatschappij met gerechtigheid en welvaart voor allen ontstaan. Saint-Simons vage uitlatingen over een nieuwe moraal hebben tot veel misverstanden en twisten onder zijn volgelingen geleid. Man en vrouw moesten gelijke rechten en plichten bezitten en waren sámen het "sociale individu", en de hoeksteen van de samenleving. Religie, staat en familie waren in het saint-simonisme onlosmakelijk verbonden en het christelijk huwelijk was geheiligd. De seksuele moraal van Saint-Simon ging ervan uit dat lichaam en geest één zijn en dat de lichaamsfuncties (zoals seksualiteit) niet zondig of afkeurenswaardig zijn. Het vlees werd, in Saint-Simons woorden, "gerehabiliteerd". Dit was een scherpe breuk met het in Frankrijk heersende katholicisme. Op basis van deze gedachte kwam Saint-Simons adept Enfantin tot een sensueel mysticisme waarbij "vrije liefde" en religiositeit werden gecombineerd.
In Saint-Simons utopie is de macht in handen van een spirituele en intellectuele elite. De wetenschapper heeft in deze meritocratie veel gezag en door het systeem van scholing kan iedereen met de juiste talenten tot deze groep behoren.
Op godsdienstig gebied wordt Saint-Simon tot de pantheïsten gerekend, al ontkende hij dat zelf. Hij oriënteerde zich sterk op Newton en zag god in de natuurkrachten en -wetten.

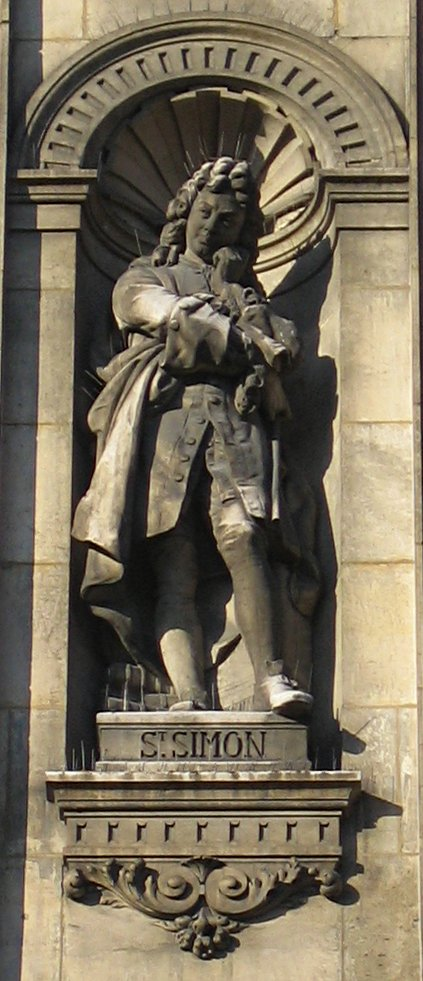
Louis de Rouvroy op het stadhuis van Parijs.

## Publicaties
- Lettres d'un habitant de Genève (1802)
- Réorganisation de la société européenne (1814)
- L'organisateur (1820)
- Du système industriel (1822)
- Le Catéchisme des industriels (1824)
- Le Nouveau Christanisme (1825)